# Karl Rauchfuss
Karl Andrejewicz Rauchfuss (ros. Карл Андреевич Раухфус, ur. 27 listopada/9 grudnia 1835 w Petersburgu, zm. 14 listopada 1915 w Sankt Petersburgu) – rosyjski lekarz, pediatra i laryngolog. Był twórcą Towarzystwa Pediatrów w Sankt Petersburgu i honorowym członkiem Deutsche Gesellschaft für Kinderheilkunde und Jugendmedizin.